# La Delfina (militar)
La Delfina, presuntamente llamada María Delfina Menchaca (Río Grande, Imperio del Brasil o Buenos Aires, Argentina, 26 de noviembre de 1798-Concepción del Uruguay, 28 de junio de 1839) fue una mujer que combatió en las batallas que llevó adelante la campaña de Francisco Ramírez en los actuales territorios de Uruguay y Argentina, luego de la Declaración de la independencia en el Congreso de Tucumán en 1816.

## Origen
Muchos relatos afirman que era de Portugal o nacida en el actual territorio de Brasil, por ese entonces bajo dominio portugués. Como se presumía, era hija de un hombre con título nobiliario de Delfín, a ella se la apodaba "La Delfina". Mientras que otras narraciones indican que su verdadero nombre es María Delfina Menchaca, porteña, que se dirigía junto a los soldados a las guerras. Se la reconoce como la pareja del Supremo Entrerriano, con quién comparte la vida en las luchas federales, luego de declararse la independencia de las Provincias Unidas del Río de la Plata.

## Trayectoria militar
Fue militar, luchó en las guerras artiguistas junto a Francisco Ramírez, quien la había incorporado a sus tropas luego de encontrarla solitaria en Paysandú, localidad perteneciente a la Banda Oriental, luego de la invasión luso-brasileña en 1816. También afirman que fue tomada prisionera luego de las victorias frente al ejército portugués, en el cual La Delfina luchaba. A pesar de haber hipótesis distintas sobre su incorporación al ejército de Ramírez, sí se concuerda en su desenvolvimiento como militar y su notable participación en las luchas contra los unitarios porteños luego de finalizar la campaña militar con José Gervasio Artigas.
La Delfina formó parte del ejército de la República de Entre Ríos y participó de todas las luchas en territorio de las actuales provincias de Corrientes, Entre Ríos, Santa Fe y Córdoba, en donde se ha desempeñado como hábil militar, usando muy bien las armas y vistiendo uniforme militar.
En la localidad de Chañar Viejo, cerca de Villa de María de Río Seco, actual territorio cordobés, La Delfina fue interceptada por el ejército enemigo enviado por el Gobernador de Córdoba, Juan Bautista Bustos, y el gobernador de Santa Fe, Estanislao López, el 10 de julio de 1821. Allí, el ejército de Ramírez fue derrotado y él logró escapar. Pero, al saber que su compañera —con quien había luchado en toda la campaña— había sido capturada, regresó a rescatarla, siendo herido de muerte en el intento.
Delfina logró escapar a Santiago del Estero, y luego regresó a Concepción del Uruguay, la ciudad de origen de Ramírez, donde vivió por 18 años más hasta su fallecimiento, el 28 de junio de 1839.

## Trascendencia
Actualmente, se está reconociendo la trayectoria de La Delfina como una mujer destacada en la historia de la provincia de Entre Ríos, cuya participación fue primordial para la consolidación de la República de Entre Ríos. Por este motivo, en Paraná, ciudad capital de la provincia, una escuela primaria se denomina "Escuela NINA N°195 La Delfina", en honor a su persona. En la localidad de Seguí, por su parte, se encuentra la Escuela de Jóvenes y Adultos n.º 80 "La Delfina".
Asimismo, en la ciudad de Villaguay funciona el Centro de Prevención de la violencia hacia las mujeres "La Delfina", recordando mediante su nombre la relevancia de esta mujer en la historia entrerriana.
De la misma manera, el Centro de Equinoterapia Médica "La Delfina" de la ciudad de Oro Verde.
En la ciudad de Nogoyá la estación terminal de ómnibus se denomina "La Delfina", como así también numerosas plazas, parques y paseos de la provincia de Entre Ríos llevan su nombre para recordar su heroica participación en la historia provincial.

## Fallecimiento
Su tumba se encuentra en la actual Capilla la Concepción, en la ciudad de Concepción del Uruguay, provincia de Entre Ríos. Un monolito de piedra y mármol blanco con una cruz de cemento, marcan el lugar donde reposan, se cree, sus restos mortuorios. Está ubicado en el solar noroeste de dicho terreno al sur de la ciudad y que fuera el primer centro urbano. Su muerte está definida como de "tristeza" por la pérdida de su gran amor Francisco Ramírez.